# 雅亚
雅亚（法語：Jayat），是法国东部安省的一个市镇。面积 16.3平方公里，人口773，人口密度47.42人／平方公里（1999年）。

## 人口
雅亚人口变化图示
| 数据来源：INSEE |